# Kahaono viridis
Kahaono viridis är en insektsart som beskrevs av Evans 1966. Kahaono viridis ingår i släktet Kahaono och familjen dvärgstritar. Inga underarter finns listade i Catalogue of Life.